# Магнетска станица
Магнетска станица је у ратној морнарици постројење за контролу и мјерење магнетизма брода. Ту се врши и баждарење уређаја за компензацију и размагнетисање бродског магнетизма.
Ово се ради због заштите брода од дјеловања оружја опремљених са магнетским или индукционим упаљачем, као што су магнетске мине.